# Algorytm Levenberga-Marquardta
Algorytm Levenberga-Marquardta – algorytm optymalizacji nieliniowej. Jest to algorytm iteracyjny, łączący w sobie cechy metody największego spadku i metody Gaussa-Newtona.

## Sformułowanie problemu
Mając daną serię danych {\displaystyle (t_{i},y_{i})\in \mathbf {R} ^{2},} gdzie {\displaystyle i=1,2,\dots ,N,} szukamy dopasowania {\displaystyle {\bar {y}}=f(t|\mathbf {p} ),} gdzie {\displaystyle \mathbf {p} \in \mathbf {R} ^{n}} – wektor parametrów. Zakładamy, że najlepszym dopasowaniem jest to minimalizujące funkcjonał:
{\displaystyle \chi ^{2}(f)=\chi ^{2}(\mathbf {p} )=\sum _{i=1}^{N}[y_{i}-f(t_{i}|\mathbf {p} )]^{2}.}
Algorytm Levenberga-Marquardta w ogólności znajduje rozwiązanie zadania optymalizacji nieliniowej funkcji dającej się zapisać w postaci:
{\displaystyle \Phi (\mathbf {x} )={\frac {1}{2}}\sum _{i=1}^{N}r_{i}^{2}(\mathbf {x} ),}
gdzie {\displaystyle \mathbf {x} \in \mathbf {R} ^{n}} i zakładamy, że {\displaystyle N\geqslant n.} Jak łatwo zauważyć, funkcjonał {\displaystyle \chi ^{2}} daje się zapisać w taki sposób. Dla uproszczenia, przedstawmy funkcje {\displaystyle r_{i}} jako wektor {\displaystyle \mathbf {r} (\mathbf {x} )=(r_{1}(\mathbf {x} ),\dots ,r_{N}(\mathbf {x} ))} (zwany wektorem rezydualnym). Wtedy {\displaystyle \Phi (\mathbf {x} )=\|\mathbf {r} (\mathbf {x} )\|^{2}.} Pochodne funkcji {\displaystyle \Phi } można zapisać przy użyciu Macierzy Jacobiego funkcji {\displaystyle \mathbf {r} ,} zdefiniowanego jako {\displaystyle \{{\mathsf {J}}(\mathbf {x} )\}_{ij}={\frac {\partial r_{i}}{\partial x_{j}}}(\mathbf {x} ).} W ogólnym przypadku gradient funkcji {\displaystyle \Phi } można zapisać:
{\displaystyle \nabla \Phi (\mathbf {x} )=\sum _{i=1}^{N}r_{i}(\mathbf {x} )\nabla r_{i}(\mathbf {x} )={\mathsf {J}}(\mathbf {x} )^{\mathsf {T}}\mathbf {r} (\mathbf {x} ),}
a jej Macierz Hessego:
{\displaystyle \nabla ^{2}\Phi (\mathbf {x} )={\mathsf {J}}(\mathbf {x} )^{\mathsf {T}}{\mathsf {J}}(\mathbf {x} )+\sum _{i=1}^{N}r_{j}(\mathbf {x} )\nabla ^{2}r_{j}(\mathbf {x} ).}
W przypadku, gdy funkcje {\displaystyle r_{j}} można aproksymować funkcjami liniowymi w otoczeniu interesującego nas punktu (wtedy {\displaystyle \nabla ^{2}r_{j}(\mathbf {x} )} jest bliskie zeru), lub gdy {\displaystyle r_{j}(\mathbf {x} )} jest małe, hesjan funkcji {\displaystyle \Phi } przyjmuje prostszą postać:
{\displaystyle \nabla ^{2}\Phi (\mathbf {x} )={\mathsf {J}}(\mathbf {x} )^{\mathsf {T}}{\mathsf {J}}(\mathbf {x} ),}
a więc hesjan można otrzymać wprost mając dany jakobian wektora rezydualnego {\displaystyle \mathbf {r} (\mathbf {x} ),} co jest charakterystyczne dla zadania najmniejszych kwadratów.

## Opis metody
Najprostszym podejściem do problemu minimalizacji funkcji {\displaystyle \Phi } jest metoda największego spadku, opisana schematem:
{\displaystyle \mathbf {x} _{i+1}=\mathbf {x} _{i}-\lambda \nabla \Phi (\mathbf {x} _{i}),}
która jest, w ogólnym przypadku, wolno zbieżna. Aby poprawić jej zbieżność, można skorzystać z wiedzy o drugiej pochodnej minimalizowanej funkcji w badanym punkcie. Jednym z możliwych podejść jest rozwinięcie gradientu minimalizowanej funkcji w szereg Taylora:
{\displaystyle \nabla \Phi (\mathbf {x} )=\nabla \Phi (\mathbf {x} _{0})+(\mathbf {x} -\mathbf {x} _{0})^{\mathsf {T}}\nabla ^{2}\Phi (\mathbf {x} _{0})+\ldots }
i przyjęcie przybliżenia kwadratowego funkcji {\displaystyle \Phi } w otoczeniu {\displaystyle \mathbf {x} _{0}} do rozwiązania równania {\displaystyle \nabla \Phi ({\bar {\mathbf {x} }})=0.} W ten sposób otrzymujemy metodę Gaussa-Newtona opisaną schematem:
{\displaystyle \mathbf {x} _{i+1}=\mathbf {x} _{i}-(\nabla ^{2}\Phi (\mathbf {x} _{i}))^{-1}\nabla \Phi (\mathbf {x} _{i}),}
gdzie hesjan funkcji {\displaystyle \Phi } nie musi być znany dokładnie i często wystarczy podane wcześniej przybliżenie. Niestety, szybkość zbieżności tej metody zależy od wyboru punktu początkowego, a konkretnie od liniowości minimalizowanej funkcji w otoczeniu punktu startowego. Kenneth Levenberg zauważył, że opisane metody (największego spadku i Gaussa-Newtona) nawzajem się uzupełniają i zaproponował następującą modyfikację kroku metody:
{\displaystyle \mathbf {x} _{i+1}=\mathbf {x} _{i}-({\mathsf {H}}(\mathbf {x} _{i})+\lambda {\mathsf {I}})^{-1}\nabla \Phi (\mathbf {x} _{i}),}(*)
wraz z następującym algorytmem:
1. oblicz wartość {\displaystyle \mathbf {x} _{i+1}} na podstawie {\displaystyle \mathbf {x} _{i}} i równania (*),
2. oblicz wartość błędu w punkcie {\displaystyle \mathbf {x} _{i+1},}
3. jeśli błąd wzrósł, wróć do wartości {\displaystyle \mathbf {x} _{i},} zwiększ wartość {\displaystyle \lambda } {\displaystyle k}-krotnie i wróć do kroku 1 (przybliżenie liniowe minimalizowanej funkcji w otoczeniu {\displaystyle \mathbf {x} _{i}} okazało się nie dość ścisłe, więc zwiększamy „wpływ” metody największego spadku),
4. jeśli błąd zmalał, zaakceptuj ten krok i zmniejsz wartość {\displaystyle \lambda } {\displaystyle k}-krotnie (założenie o liniowości minimalizowanej funkcji w otoczeniu {\displaystyle \mathbf {x} _{i}} okazało się wystarczająco ścisłe, więc zwiększamy „wpływ” metody Gaussa-Newtona).

W typowych zastosowaniach {\displaystyle k=10.} W przypadku, gdy {\displaystyle \lambda } jest duże, hesjan w zasadzie nie jest wykorzystywany. Donald Marquardt zauważył, że nawet w takiej sytuacji można wykorzystać informację zawartą w drugiej pochodnej minimalizowanej funkcji, poprzez skalowanie każdego komponentu wektora gradientu w zależności od krzywizny w danym kierunku (co pomaga w źle uwarunkowanych zadaniach minimalizacji typu error valley). Po uwzględnieniu poprawki Marquardta otrzymujemy następującą postać kroku metody:
{\displaystyle \mathbf {x} _{i+1}=\mathbf {x} _{i}-({\mathsf {H}}(\mathbf {x} _{i})+\lambda {\textrm {diag}}[{\mathsf {H}}])^{-1}\nabla \Phi (\mathbf {x} _{i}),}
gdzie:
{\displaystyle {\textrm {diag}}[{\mathsf {H}}]=\left[{\begin{array}{cccc}h_{11}&0&\ldots &0\\0&h_{22}&\ldots &0\\\vdots &\vdots &\ddots &\vdots \\0&0&\ldots &h_{nn}\end{array}}\right].}
Największą zaletą algorytmu Levenberga-Marquardta jest jego szybka zbieżność, w porównaniu z konkurencyjnymi metodami. Najkosztowniejszą operacją jest natomiast wyznaczenie macierzy odwrotnej, które w praktyce jest przeprowadzane w sposób przybliżony, na przykład przy użyciu metody SVD. Tym niemniej, nawet w najoszczędniejszych przypadkach koszt jednego kroku rośnie niedopuszczalnie wraz ze wzrostem rozmiaru zadania powyżej tysiąca parametrów. Z drugiej dla zadań o umiarkowanej ilości parametrów (rzędu kilkuset), metoda Levenberga-Marquardta jest dużo szybsza od metody największego spadku.